# Moraea marionae
Moraea marionae är en irisväxtart som beskrevs av Nicholas Edward Brown. Moraea marionae ingår i släktet Moraea och familjen irisväxter. Inga underarter finns listade i Catalogue of Life.